# Żłobina (polana)
Żłobina – polana w Pieninach Czorsztyńskich. Należy do wsi Sromowce Wyżne w województwie małopolskim, w powiecie nowotarskim, w gminie Czorsztyn. Znajduje się w dolnej części lewych zboczy Strasznego Potoku i zachodnich zboczy Macelowej Góry. Ma status łąki i położona jest na wysokości około 500–570 m. Na wysokości 546 m jest na niej źródło, z którego wypływa niewielki ciek uchodzący do Strasznego Potoku. Polana jest prywatną własnością, ale znajduje się na obszarze Pienińskiego Parku Narodowego i gospodarka na niej podlega kontroli parku.
Dzięki specyficznym warunkom glebowym, klimatycznym i geograficznym łąki i polany Pienińskiego Parku Narodowego są siedliskiem bardzo bogatym gatunkowo. W latach 1987–1988 znaleziono tu trzy rzadkie, w Polsce zagrożone wyginięciem gatunki porostów: mąkla tarniowa Evernia prunastri, obrost sinawy Physcia aipolia, soreniec opylony Physconia distorta, w 2002 r. zagrożonego wymarciem storczyka dwulistnik muszy.